# Henryfulvius
Henryfulvius is een geslacht van wantsen uit de familie van de Miridae (Blindwantsen). Het geslacht werd voor het eerst wetenschappelijk beschreven door Wolski in 2015.

## Soorten
Het genus is monotypisch en bevat alleen de volgende soort:

- Henryfulvius gracilis Wolski, 2015